# Rue Frédérick-Lemaître
La rue Frédérick-Lemaître est une voie située dans le 20e arrondissement de Paris, quartier de Belleville.

## Situation et accès
Elle s'étend de la rue des Rigoles, au no 27, à la rue de Belleville, au no 188.

## Origine du nom
Elle porte le nom du comédien Frédérick Lemaître (1800-1876).

## Historique
Cette voie qui est ouverte sous sa dénomination actuelle en 1892 à treavers les jardins de l'ancien couvent des moines de Picpus se termine alors en impasse avant d'être totalement terminée en 1899.
En 1912, elle est coupée à angle droit par le prolongement de la rue Olivier-Métra.

## Bâtiments remarquables et lieux de mémoire
- Au no 28 débute l'avenue Taillade, qui est une impasse longue de 60 mètres seulement.